# Mossaholmsgummorna
Mossaholmsgummorna är öar i Finland. De ligger i Finska viken och i kommunen Pyttis i landskapet Kymmenedalen, i den södra delen av landet. Öarna ligger omkring 17 kilometer sydväst om Kotka och omkring 98 kilometer öster om Helsingfors.
Arean för den av öarna koordinaterna pekar på är 0,6 hektar och dess största längd är 110 meter i öst-västlig riktning. Närmaste större samhälle är Kotka, 16,0 km nordost om Mossaholmsgummorna.